# Sociala Huset
Sociala Huset i stadsdelen Inom Vallgraven i Göteborg uppfördes under åren 1849-1855 som Allmänna och Sahlgrenska Sjukhuset i Göteborg. Tomten låg då i utkanten av Göteborg, på de frilagda området vid Vallgraven som tidigare upptagits av befästningsverken. Sociala Huset är byggt på det högverk som stod i mitten av bastionen Carolus Dux vid Grönsakstorget.
Victor von Gegerfelt var både arkitekt och byggherre för projektet som skulle ge Göteborg sitt dittills största sjukhus. Sociala huset är känt för sitt originella utseende. Enligt ritningarna skulle byggnaden vara ellipsformad, men på grund av att de ekonomiska kalkylerna sprack så byggde man bara en halv ellips i tre våningar. Den 1 april 1855 invigdes sjukhuset som låg där fram till och med år 1900 då sjukhuset flyttade till nya lokaler i Änggården.
Efter att sjukhuset hade flyttat intogs huset av olika sociala institutioner och av folktandvården. Efter detta kom huset att kallas för Sociala Huset eller bara Socialen.
Den 2 september 2006 flyttade Pedagogen in i huset som då var nyrenoverat och tillbyggt.
Byggnaden ägs av det kommunala bolaget Higab.

## Sociala huset 8 mars 1984

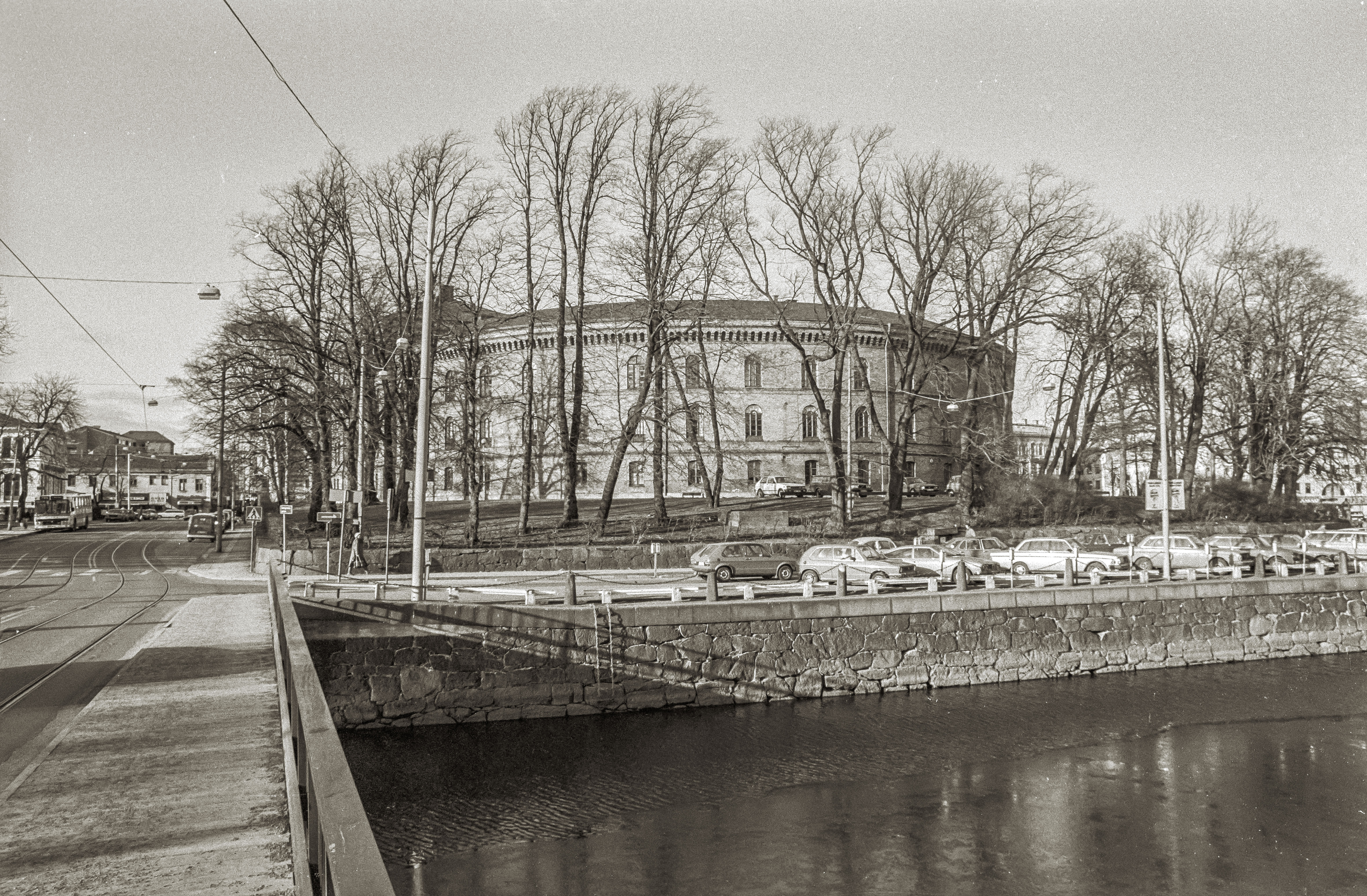
Från Viktoriabron.
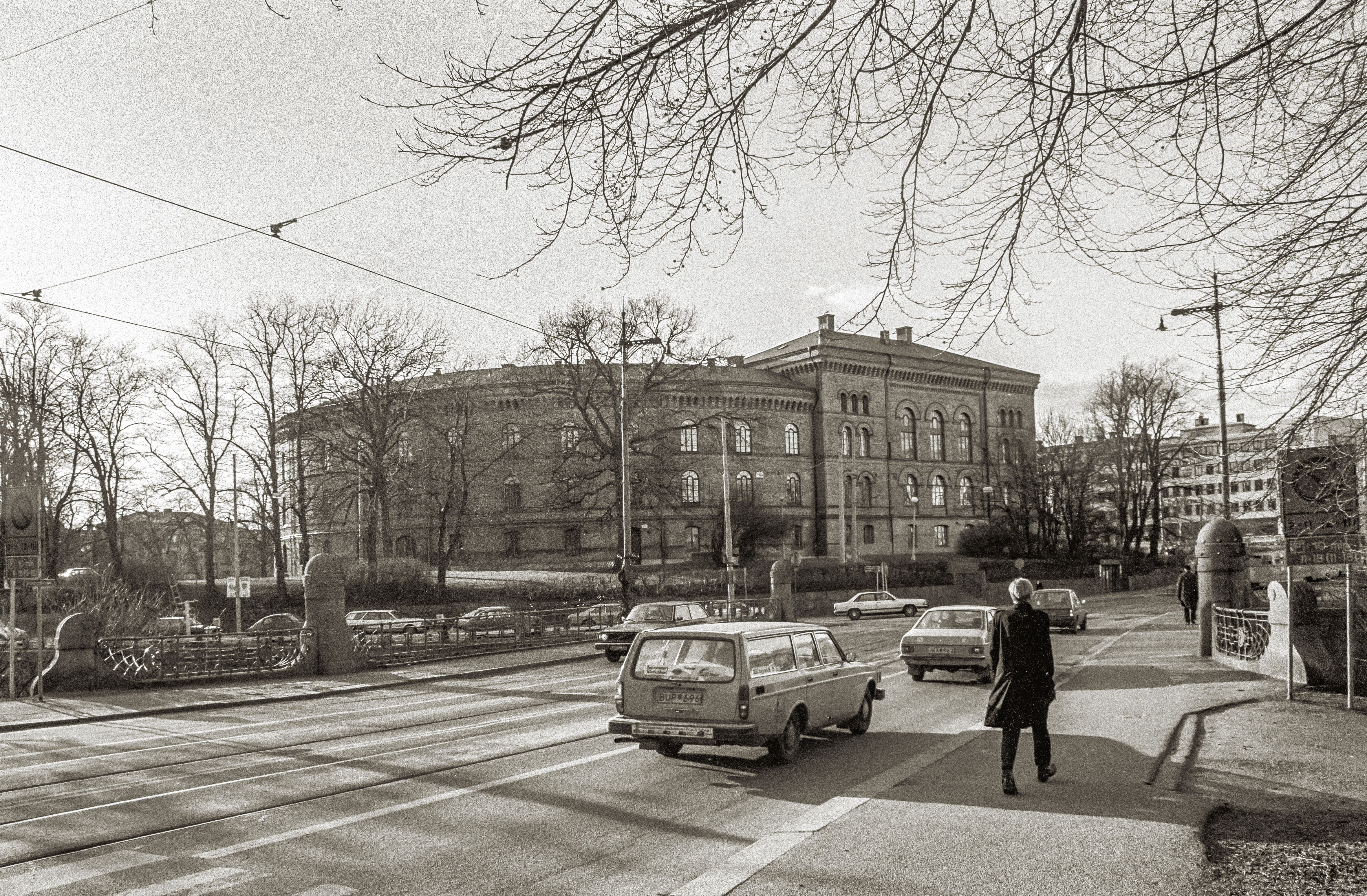
Från Vasabron.
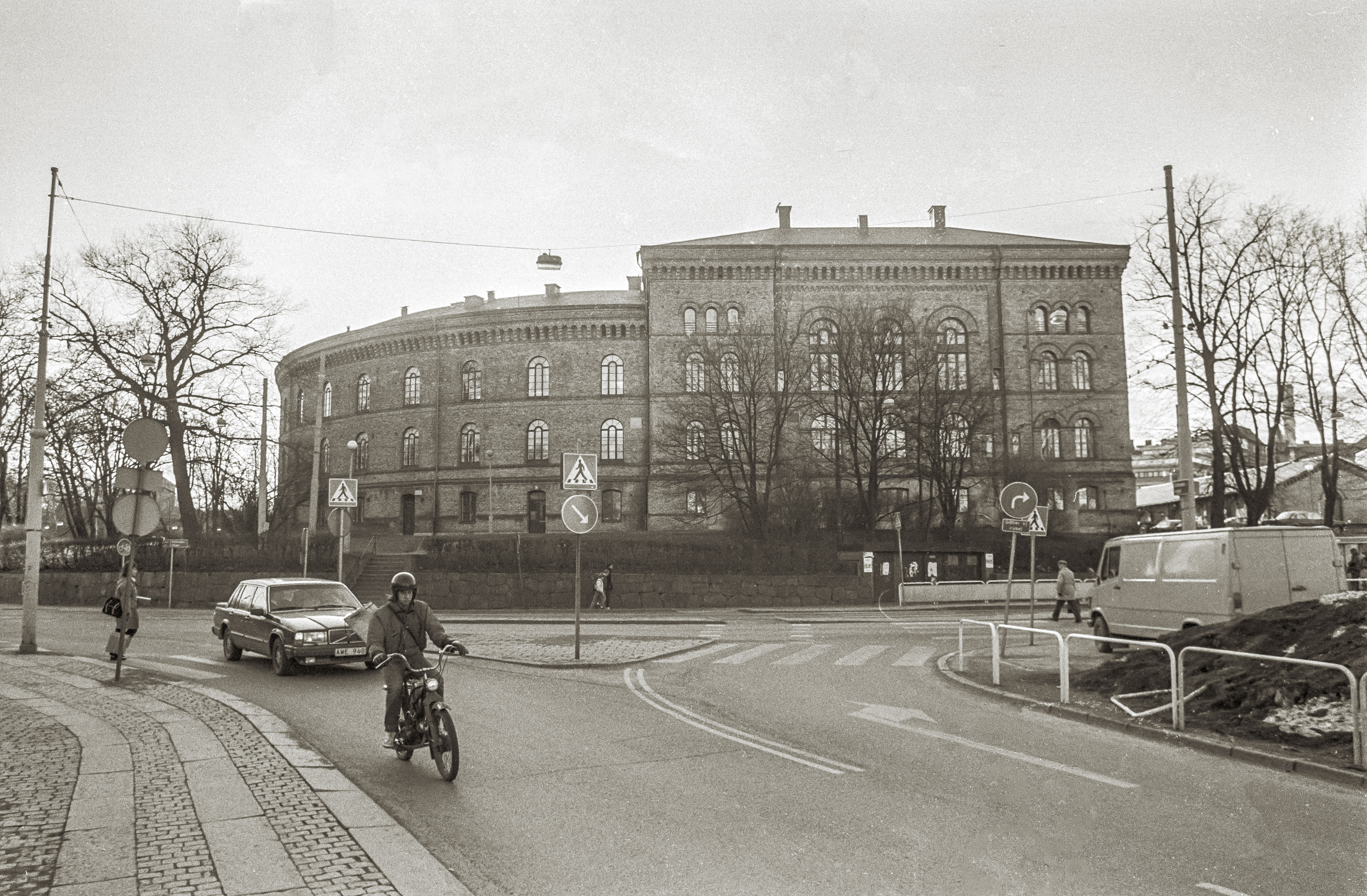
Från Grönsakstorget.